# 趙德芳
趙德芳（959年—981年），宋太祖四子，是宋真宗的堂兄，母亲王皇后。其三叔宋太宗繼位後被封為興元尹。英年早逝，死因不詳，追封楚王，諡康惠，後改封秦王。

## 生平
开宝九年出阁，授贵州防御使。《宋史》說太祖駕崩時，（952年－995年）急令內侍王繼恩召趙德芳入宮，王繼恩卻拿著遺詔去找晉王趙光義。後來趙光義繼位，即宋太宗。因為宋太宗以弟之身分即位，世人普遍流傳着「燭影斧聲」疑案，認為宋太宗是謀殺太祖而篡位。
太平兴国元年，授兴元尹、山南西道节度使、同平章事。三年冬，加检校太尉，封潭王。太平興國四年（979年），德芳之兄趙德昭被宋太宗逼迫自殺。太平興國六年（981年）趙德芳病死，英年早逝，年二十三。因為趙德芳兄弟在短時間內連續死亡，史學家多半認為德芳死因不單純，定與宋太宗有關。
德芳死後，諡康惠，贈中書令、岐王。後加封太師，改封楚王。宋徽宗时改为秦王。其六世孫為宋孝宗，七世孫為宋光宗，八世孫為宋寧宗。

## 家庭

### 妻
焦氏：河南知府、彰德（相州）节度使、右武卫上将军焦继勋之女，惟敘、惟憲生母
卫国夫人符氏，符彥卿孫女，惟能生母
秦国夫人王氏
颖川夫人李氏

### 子
1. 趙惟敘：懷州防禦使、河內侯、保靜軍節度觀察留後、高平郡公，趙竑即其後代。
2. 趙惟憲：安德、昭信二軍節度使兼侍中、英國公，生於979年，宋孝宗、宋光宗、宋寧宗即其後代。
3. 趙惟能：蔡州防禦使、張掖侯、集慶軍節度觀察留後、南康郡公，趙世居、趙璩即其後代。

### 女
1. 永寿县主：嫁西京左藏库副使崔从湜。

### 後代
1. 趙孟頫，元朝知名書畫家，第十世孫。

## 文學與民間傳說中的趙德芳
包公案、杨家将等文學作品與民間傳說中「八賢王」的故事与赵德芳生平不符（熊大木《杨家将传》中“八王”署名为趙德昭，石玉昆《三侠五义》、李雨堂《万花楼》没有署名，后世评书、戏剧大多署名赵德芳），「八賢王」原型可能是宋太宗第八子趙元儼，卒於宋仁宗慶曆四年（1044），時人稱之為「八大王」。

## 影視作品
- 1983年电视剧《楊家將》由孫承政飾演。
- 1985年电视剧《楊家將》八賢王，由湯鎮業飾演。
- 1991年电视剧《楊家將》由王丽敏、郝仲臣飾演。
- 2013年電影《忠烈楊家將》由丁亮飾演。
- 2000年電視劇《少年包青天1》由陈道明饰演。

## 延伸阅读
[在维基数据编辑]
 《宋史·卷244》，出自脱脱《宋史》